# Atari Cosmos
El Atari Cosmos es un producto cancelado de Atari. Se planteó para ser una consola portátil con apariencia tabletop y con un agregado de usar una imagen holográfica para mejorar la exhibición. Es similar a las Game and Watch de Nintendo que usaba una pantalla simple basada en LED, pero superponían una imagen holográfica de dos capas sobre los LED para el efecto. Dos pequeñas luces iluminan una o ambas imágenes holográficas dependiendo del estado del juego. El sistema nunca se lanzó, y ahora es un codiciado elemento de coleccionismo.

## Historia
El Cosmos fue creado por los ingenieros de Atari Inc. Allan Alcorn, Harry Jenkins y Roger Hector.  El trabajo en el Cosmos comenzó en 1978. Atari Inc. compró la mayoría de los derechos de los relacionado con la holográfica para que pudieran hacer este sistema. El Cosmos debía tener nueve juegos lanzados, pero toda la lógica del juego estaba incluida en el Cosmos en sí: los cartuchos solo contenían las imágenes holográficas y una muesca para identificar qué juego era. Esto técnicamente convirtió al Cosmos en una consola dedicada, pero Atari Inc. no dio a conocer este hecho.
En los anuncios realizados para el sistema antes de la cancelación del Cosmos, Atari Inc. afirmó que las imágenes holográficas eran reales y en 3D. Si bien esto puede haber sido cierto, las imágenes no influyeron en el juego en absoluto. Solo había dos imágenes para un juego, aunque mejoraron la apariencia de cada juego. El sistema estaba destinado a ser alimentado por un AC adaptador en lugar de baterías. El Cosmos habría soportado hasta 2 jugadores.
En 1981, el Cosmos se exhibió en la Feria del Juguete de Nueva York en 1981. Los revisores fueron extremadamente críticos con el sistema, pero Atari Inc. se mantuvo firme y logró obtener 8,000 pedidos por adelantado solo en la feria. Los registros de ingeniería indican que se iba a realizar una pasada de 250 unidades, pero no está claro si se produjeron todas. En entrevistas de Curt Vendel con Al Alcorn y Steve Providence, la gerencia eliminó todas las partes y componentes del "Holoptics Lab"; se especula que fueron destruidos. Poco después, Ray Kassar ordenó a Al Alcorn cerrar los laboratorios Holoptics y eliminar todo el equipo de fotografía holográfica y la maquinaria asociada.
[¿quién?]
Se hicieron muchos anuncios y se fabricaron las cajas del sistema. Todo parecía estar listo, pero Atari Inc. lo canceló  a fines de 1981. Se especuló que Atari Inc. consideraba que el Cosmos era demasiado arriesgado ante las críticas que había recibido.
[¿quién?]

## Legado
Solo se sabe que existen cinco unidades de Cosmos hoy en día; tres son unidades  de maqueta totalmente vacías de electrónica y las otras dos unidades son completamente funcionales. Una carcasa vacía y una unidad completamente funcional son propiedad del Museo de Historia Atari, mientras que la otra unidad en funcionamiento es propiedad de un exempleado de Atari Inc.
Si bien se lo considera uno de los productos cancelados más raros de Atari Inc., uno de los Atari Cosmos en funcionamiento se ha visto en varios shows de videojuegos de Phillyclassic, así como en Vintage Computer Fest 3.0. La unidad se expone como parte de las exhibiciones del Museo de Historia de Atari dirigidas por Curt Vendel, corriendo con Space Invaders o Asteroids para exhibir y jugar 

## Juegos
- Asteroides
- Basketball
- Dodge 'Em
- Football (videojuego)
- Outlaw(videojuego)
- Road Runner (videojuego)
- Sea Battle
- Espacial Invaders
- Superman

## Especificaciones
- CPU - COPS411
- Modos gráficos - Holographic fondos y programables LEDs
- Encendiendo: 2 Dual no reflectante incandescent luces para "Un" y "B" Holoptic escenas
- Power Suministro: 10.5VAC 750MA